# Niviventer lepturus
Niviventer lepturus és una espècie de mamífer rosegador de la família dels múrids. És endèmica de Java (Indonèsia), on viu a altituds superiors a 1.000 msnm. El seu hàbitat natural són els boscos montans. És una espècie en risc mínim, és a dir, no sembla que hi hagi cap amenaça significativa per a la seva supervivència. El seu nom específic, lepturus, significa ‘cuaprim’ en llatí.